# علی غزنوی
ابوالحسن علی بن مسعود بن محمود غزنوی ملقب به بهاءالدوله سلطان غزنوی بود.
او عموی مسعود پسر مودود بود که به جای پدر به سلطنت رسیده‌بود، ولی به علت خردسالی مسعود را از سلطنت کنارنهادند و بهاءالدوله علی ۴۴۰ هجری قمری به جای برادرزاده بر تخت نشست. سلطنت او دو سال بیشتر به درازا نینجامید، چرا که در ۴۴۱ هجری قمری هنگامی که عبدالرشید آهنگ تصرف غزنه را نمود، علی فرمانروایی را وانهاد و گریخت.